# Курінь (зупинний пункт, Південна залізниця)
Курінь — пасажирський залізничний зупинний пункт Полтавської дирекції Південної залізниці.
Розташований на лінії Курінь — Прилуки між станціями Бахмач-Київський (6 км) та Варварівський (8 км) на південно-західній околиці міста Бахмач Бахмацького району Чернігівської області.
Точна дата відкриття не встановлена. Відкрита після 1992 року.
Станом на березень 2020 року щодня дві пари дизель-потягів прямують за напрямком Бахмач-Пасажирський — Прилуки. 
До 28 липня 2023 року - 668 км.